# Rio Bidireasa
O Rio Bidireasa é um rio da Romênia afluente do Rio Bistra, localizado no distrito de Mureş.